# إفجيجيات
الإفجيجيات أو السقسقيات أو الزقزاقيات (الاسم العلمي: Charadriiformes) هي رتبة من الطيور تتبع طائفة الطيور من شعبة الحبليات. وهي متوسطة الحجم وتعيش قرب البحار وتتغذى على اللافقاريات. سميت بهذا الاسم نسبة إلى طائر الزقزاق والذي يسمى كذلك رسول الغيث.

## رتيبات
تنقسم إلى نحو 350 نوعًا وتنقسم إلى 3 رتيبات:
- الخواضات (الأسم العلمي:) ومنها طائر الخواض (الأسم العلمي:)
- النوارس (الأسم العلمي:Lari) ومنها طائر النورس
- الأوائك (الأسم العلمي:) ومنها طائر الأوك.

## فصائل
- دجاج الارض
- الطرنيقية